# 长安凯程F70
凯森F70是一款中型皮卡，自2019年11月以来由長安汽車以及标致雪铁龙集团共同研製，品牌为凯森。这款皮卡承诺于2020年（2019年1月）发售，当时被誤以為會在欧洲推出。